# سويداء المصب
سويداء المصب أو السويداء المصبية نوع نباتي يتبع جنس السويداء من الفصيلة القطيفية.

## الموئل والانتشار
تنبت عند مصبات الأنهار والسبخات في جنوب كاليفورنيا وولاية باخا كاليفورنيا، ومن هنا أتى الاسم.